# Älvsborg (region)

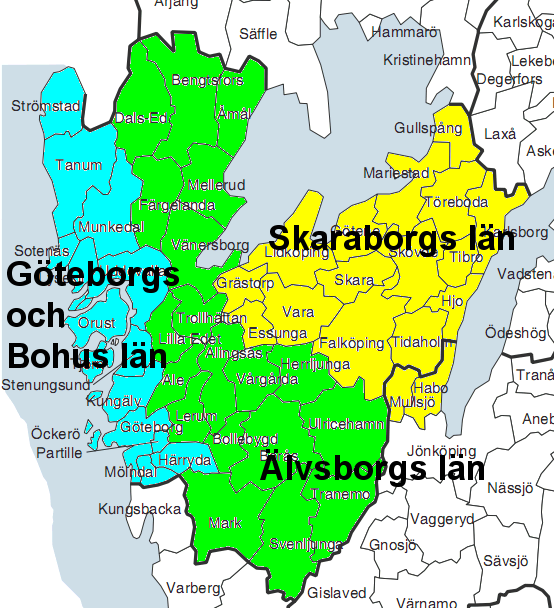
Podział administracyjny Västergötland przed 1998

Region Älvsborg (szw. Älvsborgs län) był w okresie 1634-1997 jednym ze szwedzkich regionów administracyjnych (län) położonym w zachodniej części prowincji (landskap) Västergötland oraz obejmującym cały obszar Dalsland.
Region Älvsborg graniczył od północnego zachodu z terytorium Norwegii, od północy i wschodu z regionami administracyjnymi Värmland i Skaraborg,  od południa z Jönköping i Halland oraz od zachodu z Göteborg i Bohus. Siedzibą jego władz (residensstad) był Vänersborg.
1 stycznia 1998 region Älvsborg został połączony z dotychczasowymi regionami Skaraborg (Skaraborgs län) oraz Göteborg i Bohus (Göteborgs och Bohus län), tworząc region administracyjny Västra Götaland (Västra Götalands län). 
W 1997 w skład regionu Älvsborg wchodziło 19 gmin:
| - gmina Ale - gmina Alingsås - gmina Bengtsfors - gmina Bollebygd - gmina Borås - gmina Dals-Ed - gmina Färgelanda | - gmina Herrljunga - gmina Lerum - gmina Lilla Edet - gmina Mark - gmina Mellerud - gmina Svenljunga - gmina Tranemo | - gmina Trollhättan - gmina Ulricehamn - gmina Vänersborg - gmina Vårgårda - gmina Åmål |

Przed wprowadzeniem w życie 1 stycznia 1971 reformy administracyjnej następujące miejscowości posiadały status miasta:
| - Alingsås - Borås - Trollhättan | - Ulricehamn - Vänersborg - Åmål |